# Daryl Hannah
Daryl Christine Hannah (Chicago, SAD, 3. prosinca 1960.) je američka glumica. Među njenim slavnijim filmovima su i "Blade Runner", "Splash" i "Kill Bill Vol 1".

## Mlade godine
Daryl Hannah se rodila kao dijete Donalda i Susan Hannah. Njeni roditelji su se razveli nedugo nakon njenog rođenja a njena majka se udala za Jerrolda Wexlera, biznismena. Hannah je postala vegetarijanka od svoje 11. godine te je odrasla uz brata i sestru Dona i Page, te uz polusestru Tanyju Wexler. Pohađala je Francis Parker školu u Chicagu. Kao tinejdžerka je bila toliko povučena da su neki mislili da boluje od autizma. Kasnije je pohađala sveučilište u Južnoj Carolini. Bolovala je i od insomnije.

## Karijera
1978. je debitirala u hororu „Bijes“ kojeg je režirao Brian De Palma. No njena prva veća uloga bila je ona u klasičnom ZF filmu „Blade Runner“, u kojem je glumila replikanticu Pris. 1984. je dobila glavnu ulogu u hit fantastičnoj komediji „Splash“ u kojoj je glumila sirenu. Usljedili su i nastupi u zapaženim filmovima kao što su „Wall Street“ (u kojem je Michael Douglas osvojio Oscara i Zlatni globus) i „Roxanne“, ali i u bizarnim, kao što je „Klan spiljskog medvjeda“, u kojem je glumila pečinsku ženu. 1989. je imala malu ulogu u hvaljenoj drami „Zločini i prijestupi“ koju je režirao Woody Allen. U 1990-ima joj je karijera malo oslabila; neobična komedija „Memoari nevidljivog čovjeka“ iz 1992. koju je režirao John Carpenter nije bila komercijalno uspješna, kao ni „Napad žene od 50 stopa“. 1995.
Empire magazine ju je postavio na 96. mjestu na listi „100 najseksi zvijezda u filmskoj povijesti“. Karijera joj stangirala sve dok nije nastupila u ulozi ubojice Elle Driver u zapaženoj duologiji „Kill Bill Volume 1“ i „Volume 2“ koju je režirao Quentin Tarantino. Ta dva filma su označili njenu renesansu. Uz to je režirala kratki film „Posljednja večera“ koji je osvojio nagradu na Berlinskom filmskom festivalu te nastupila u glazbenom spotu „Feel“ s Robbieom Williamsom. Uz to je odbila ulogu u filmu „Zgodna žena“, koji je proslavio Juliju Roberts.
Nikada se nije udala, ali je imala dugu vezu s John F. Kennedyjem Jr.-om, Valom Kilmerom te s pjevačem Jacksonom Browneom. 16. lipnja 2006. je uhićena jer je s 350 farmera demonstrirala protiv buldoždera koji su htjeli sravniti urbanu farmu u okolici Los Angelesa, te se svezala za drvo. Iste godine je i objavila da je u 1970-ima u Las Vegasu skoro bila prodana kao seksualno roblje – naime, imala je audiciju za spot zajedno s jednom djevojkom, ali su nekako otkrile da su ih organizatori zapravo htjeli prodati kao seksualne robinje, pa su pobjegle kroz prozor. Više detalja o tom incidentu nije htjela reči. Valjda i zbog tog osobnog iskustva podupire organizacije koje se bore protiv seksualnog roblja. Privatno je Hannah i jako ekološki osviještena te posjeduje vlastiti video blog o toj temi. Njena kuća ide na solarnu energiju te je napravljena od zelenih materijala. Uz to vozi auto na biodizel.

## Nagrade i nominacije
- S filmom Kill Bill 1 osvojila je nagradu Saturn za najbolju sporednu glumicu (film).
- S filmom Splash osvojila je nagradu Saturn za najbolju glumicu (na filmu).

## Izabrana filmografija
- 1978. - Bijes
- 1982. - Blade Runner
- 1984. - Splash
- 1987. - Wall Street
- 1987. - Roxanne
- 1989. - Zločini i prijestupi
- 1989. - Čelične magnolije
- 1992. - Memoari nevidljivog čovjeka
- 1998. - The Gingerbread Man
- 2003. - Kill Bill: Vol. 1
- 2004. - Kurva
- 2004. - Kill Bill: Vol. 2
- 2004. - Srebrni grad

## Vanjske poveznice
- IMDb profil
- Notable Names Database
- Video Blog Daryl Hannah - DHLoveLife  Arhivirana inačica izvorne stranice od 14. lipnja 2017. (Wayback Machine)